# Chiropterotriton orculus
Chiropterotriton orculus es una especie de salamandra en la familia Plethodontidae.
Es endémica de México. Se encuentra presente en el Estado de México y la Ciudad de México, y posiblemente en Puebla y Tlaxcala.
Su hábitat natural son los montanos húmedos tropicales o subtropicales.
Está amenazada de extinción debido a la destrucción de su hábitat .